# Rotación impropia
| Grupo | S4                          | S6          | S8                  | S10                   | S12                  |
| --- | --------------------------- | ----------- | ------------------- | --------------------- | -------------------- |
| Subgrupos | C2                          | C3, S2 = Ci | C4, C2              | C5, S2 = Ci           | C6, S4, C3, C2       |
| Ejemplo | Antiprisma digonal biselado | Octaedro    | Antiprisma cuadrado | Antiprisma pentagonal | Antiprisma hexagonal |
| Los antiprismas poseen simetría de rotorreflexión según las aristas marcadas con flechas. Los p-antiprismas con p impar poseen simetría central, Ci. |                             |             |                     |                       |                      |

En geometría, una rotación impropia, también llamada rotorreflexión, reflexión rotativa, o rotoinversion es, dependiendo del contexto, una aplicación lineal o transformación afín resultado de la combinación de una rotación sobre un eje y de una reflexión en un plano perpendicular a ese eje.

## Tres dimensiones

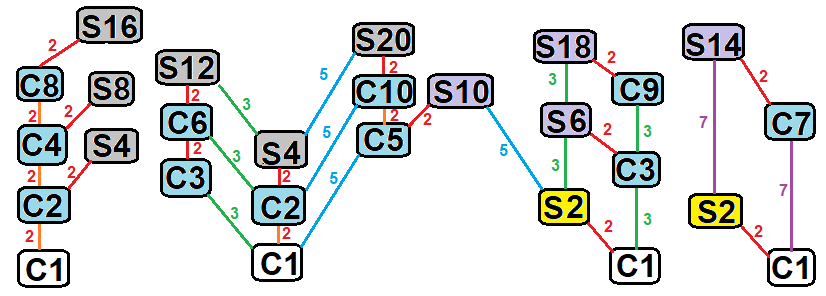
Subgrupos de los grupos de Schoenflies S_{2} hasta S_{20}

En tres dimensiones, de manera equivalente, es la combinación de una rotación y una simetría central respecto a un eje. Por lo tanto, también se le llama una rotoinversión o inversión rotativa. Una simetría tridimensional que solo tiene un punto fijo es necesariamente una rotación impropia.
En ambos casos las operaciones conmutan. Una rotorreflexión y una rotoinversion son iguales si difieren en su ángulo de rotación 180°, y el punto de inversión está en el plano de reflexión.
Una rotación impropia de un objeto produce una rotación de su imagen especular. El eje se denomina eje de rotación-reflexión. Esto se denomina una n-variedad de rotación impropia si el ángulo de rotación es 360°/n. Hay varios sistemas diferentes para nombrar rotaciones impropias individuales:
- La notación de Schoenflies usa el símbolo Sn (en alemán, de Spiegel,  espejo) denota el grupo de simetría generado por una n- variedad de rotación impropia. Por ejemplo, la operación de simetría S6 es la combinación de una rotación de (360°/6) = 60° y una reflexión especular (no debe confundirse con la misma notación para los grupos simétricos).[5]
- En la notación de Hermann–Mauguin, el símbolo n se usa para una n-variedad de rotoinversion; es decir, con una rotación de 360°/n con inversión.
- La notación de Coxeter para S2n es [2n+, 2+].
- En notación orbifold es n ×, orden 2n.

El subgrupo directo, índice 2, es Cn, [n] +, (nn), orden n, como el generador de rotación aplicado dos veces.
 S2n para n impar contiene una inversión, con S2 = Ci siendo el grupo generado por inversión. S2n contiene isometrías indirectas pero no inversión para n. En general, si p es impar y es un divisor de n, entonces S2n/p es un subgrupo de S2n. Por ejemplo, S4 es un subgrupo de S12.

## Como una isometría indirecta
En un sentido más amplio, una rotación impropia puede definirse como cualquier isometría indirecta; es decir, un elemento de E (3)/E+(3): por lo tanto, también puede ser una reflexión pura en un plano, o poseer una reflexión deslizada. Una isometría indirecta es una transformación afín con una matriz ortogonal que tiene un determinante de valor −1.
Una rotación propia es una rotación ordinaria. En un sentido más amplio, se define como una isometría directa; es decir, un elemento de E+(3): también puede ser la identidad, una rotación con una traslación en el eje, o una traslación pura. Una isometría directa es una transformación afín con una matriz ortogonal que tiene un determinante de 1.
En cualquier caso, la composición de dos rotaciones impropias es una rotación propia, y la composición de una rotación impropia y una propia, es una rotación impropia.

## Sistemas físicos
Cuando se estudia la simetría de un sistema físico con una rotación impropia (por ejemplo, si un sistema tiene un plano de simetría especular), es importante distinguir entre vector y vector axial (así como entre escalares y pseudoescalares, y en general entre cálculo tensorial y pseudotensorial), ya que los últimos se transforman de manera diferente bajo rotaciones propias e impropias (en 3 dimensiones, los pseudovectores son invariantes bajo inversión).